# Faustball-Asien-Pazifikmeisterschaften
Faustball-Asien-Pazifikmeisterschaften (englisch Asia-Pacific Fistball Championships) werden von der International Fistball Association (IFA) durchgeführt. Sie finden seit 2014 für Männer, seit 2018 auch für Frauen statt.

## Austragungen
Bei der ersten Austragung im pakistanischen Lahore nahmen vier Nationen teil. Neben Nepal, Indien und Gastgeber Pakistan nahm auch die australische Faustballnationalmannschaft zum ersten Mal an einer internationalen Meisterschaft teil. 2018 fand die zweite Auflage. Die Asien-Ozeanienmeisterschaften wurden November 2018 im australischen Melbourne ausgetragen. Bei den Männern nahmen neben Indien und Gastgeber Australien zum ersten Mal auch Neuseeland und Samoa teil. Dazu gab es auch erstmals einen Frauenwettbewerb. Teilnehmer waren Neuseeland und Australien.

## Männer
| #  | Jahr | Ort                   | Dauer              | Gold       | Silber     | Bronze |
| -- | ---- | --------------------- | ------------------ | ---------- | ---------- | ------ |
| 1. | 2014 | Lahore, Pakistan      | 10. – 11. April    | Pakistan   | Indien     | Nepal  |
| 2. | 2018 | Melbourne, Australien | 22. – 24. November | Neuseeland | Australien | Indien |
| 3. | 2022 | Geelong, Australien   | 22. – 23. Oktober  | Neuseeland | Australien | Japan  |

### Gesamtmedaillenspiegel
| # | Land       | Gold | Silber | Bronze |
| - | ---------- | ---- | ------ | ------ |
| 1 | Neuseeland | 2    | 0      | 0      |
| 2 | Pakistan   | 1    | 0      | 0      |
| 3 | Australien | 0    | 2      | 0      |
| 4 | Indien     | 0    | 1      | 1      |
| 5 | Nepal      | 0    | 0      | 1      |
| 5 | Japan      | 0    | 0      | 1      |

## Frauen
| #  | Jahr | Ort                   | Dauer              | Gold       | Silber     | Bronze |
| -- | ---- | --------------------- | ------------------ | ---------- | ---------- | ------ |
| 1. | 2018 | Melbourne, Australien | 22. – 24. November | Neuseeland | Australien |        |
| 2. | 2022 | Geelong, Australien   | 22. – 23. Oktober  | Neuseeland | Australien |        |

### Gesamtmedaillenspiegel
| # | Land       | Gold | Silber | Bronze |
| - | ---------- | ---- | ------ | ------ |
| 1 | Neuseeland | 2    | 0      | 0      |
| 2 | Australien | 0    | 2      | 0      |